# 230-я штурмовая авиационная дивизия
230-я штурмовая авиационная Кубанская Краснознамённая ордена Суворова дивизия (230-я шад) — соединение Военно-Воздушных сил (ВВС) Вооружённых Сил РККА штурмовой авиации, принимавшее участие в боевых действиях Великой Отечественной войны.

## Наименования дивизии
- 230-я штурмовая авиационная дивизия[1];
- 230-я штурмовая авиационная Кубанская дивизия[1];
- 230-я штурмовая авиационная Кубанская Краснознамённая дивизия[1];
- 230-я штурмовая авиационная Кубанская Краснознамённая ордена Суворова дивизия[1];
- 172-я штурмовая авиационная Кубанская Краснознамённая ордена Суворова дивизия[1];
- 172-я истребительно-бомбардировочная авиационная Кубанская Краснознамённая ордена Суворова дивизия[1];
- Войсковая часть (Полевая почта) 40424[1].

## История и боевой путь дивизии
230-я штурмовая авиационная дивизия сформирована 18 мая 1942 года Приказом НКО СССР № 0085 от 07.05.1942 г. и Приказом Южному фронту № 00185 от 18.05.1942 г. по штату 015/145 в селе Ново-Астрахань Ворошиловградской области в составе 4-й воздушной армии Южного фронта.
При формировании в состав дивизии вошли:
- 7-й гвардейский штурмовой авиационный ордена Ленина полк;
- 590-й штурмовой авиационный полк, преобразованный 08.02.1943 г. в 43-й гвардейский штурмовой авиационный полк;
- 766-й штурмовой авиационный полк;
- 210-й штурмовой авиационный полк.

С 21 мая 1942 года дивизия вступила в боевые действия в составе 4-й воздушной армии Южного фронта на изюм-барвенковском, миллеровском, каменск-шахтинском, ростовском-на-дону и ставропольском направлениях. Бомбардировочными и штурмовыми действиями уничтожала наступающие танковые и механизированные колонны, живую силу противника. Особенно активно действовала по аэродромам противника Артемовск, Константиновск и Сталино.

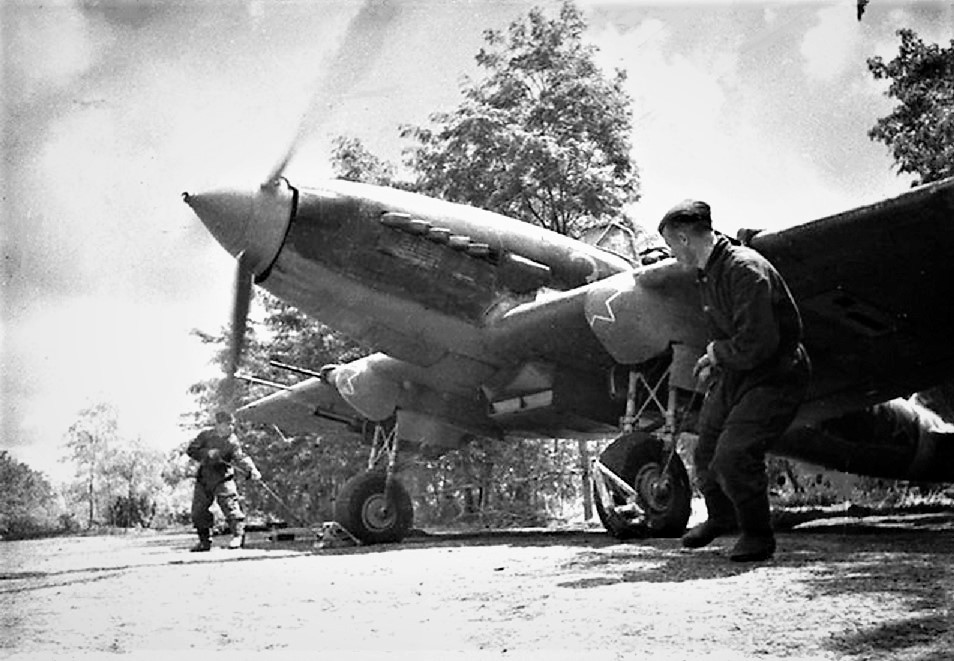
Штурмовик Ил-2 готовится вырулить на взлет.

Дивизия действовала по переправам и скоплениям войск у переправ на участках Аксай — Николаевская, препятствовала переправе противника через Дон, задерживала части противника в районах Кагальницкая, Незамаевская, Гетмановская, Ворошиловск, Невинномысск, Вашпагир, Сергеевская, Пятигорск, Минеральные воды. В этот период дополнительно в состав дивизии входили:
- 45-й истребительный авиационный полк, с 16 июля по 8 августа 1942 года на Як-1, передан в состав 216-й иад;
- 192-й истребительный авиационный полк с 20 июля по 6 августа 1942 года на ЛаГГ-3, убыл на переформирование;
- 805-й штурмовой авиационный полк с 12 по 25 июля 1942 года на Ил-2, убыл на переформирование.

В составе 4-й воздушной армии Южного фронта дивизия воевала с 21 мая по 8 августа 1942 года, после чего убыла в Дербент на доукомплектование личным составом и техникой. Дивизия выполнила 1801 боевой вылет с налетом 1994 часа, уничтожила 157 на земле самолётов и 22 в воздухе, 92 танка, 7 бронемашин, 673 автомашины, 7 паровозов, 29 вагонов, 103 орудия, 5 переправ, до 5260 солдат и офицеров.

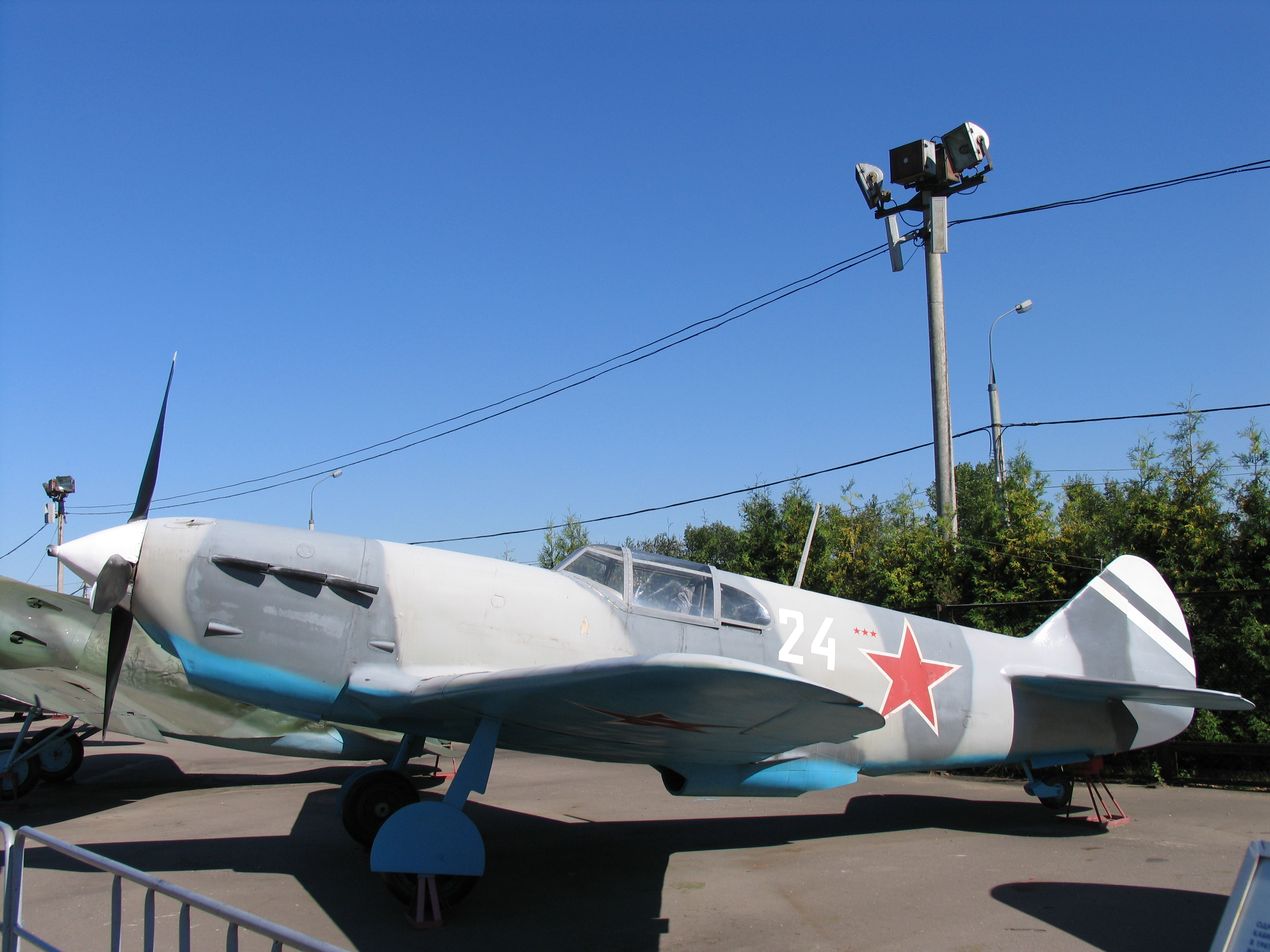
Истребительные полки дивизии в период битвы за Кавказ в основном имели на вооружении самолёт ЛаГГ-3. На фото изображен выставочный экземпляр самолёта в музее на Поклонной горе в Москве.

После доукомплектования личным составом и техникой дивизия с 23 сентября вновь вступила в боевые действия в составе 4-й воздушной армии Закавказского фронта в составе:
- 7-й гвардейский штурмовой авиационный ордена Ленина полк;
- 210-й штурмовой авиационный полк;
- 805-й штурмовой авиационный полк;
- 979-й истребительный авиационный полк.

Базируясь рядом с Грозным дивизия действовала по скоплениям войск и техники противника в районах Моздок, Ищёрская, Ачикулак, принимала активное участие в разгроме Аргун-Гизилевской группировки противника, угрожавшей городам Владикавказ и Грозный.
В этот период специально для защиты Владикавказа в состав дивизии вошли:
- 103-й штурмовой авиационный полк с 6 ноября 1942 года;
- 214-й штурмовой авиационный полк с 17 ноября 1942 года, 15 декабря убыл на переформирование;
- 265-й истребительный авиационный полк с 7 по 15 декабря, убыл на переформирование.

В составе 4-й воздушной армии Закавказского фронта дивизия воевала с 23 сентября 1942 года по 1 января 1943 года выполнила 2440 боевых вылетов с налетом 2509 часов, уничтожила 14 на земле самолётов и 28 в воздухе, ещё 12 подбито; 128 танков, 9 автомашин, до 7180 солдат и офицеров.

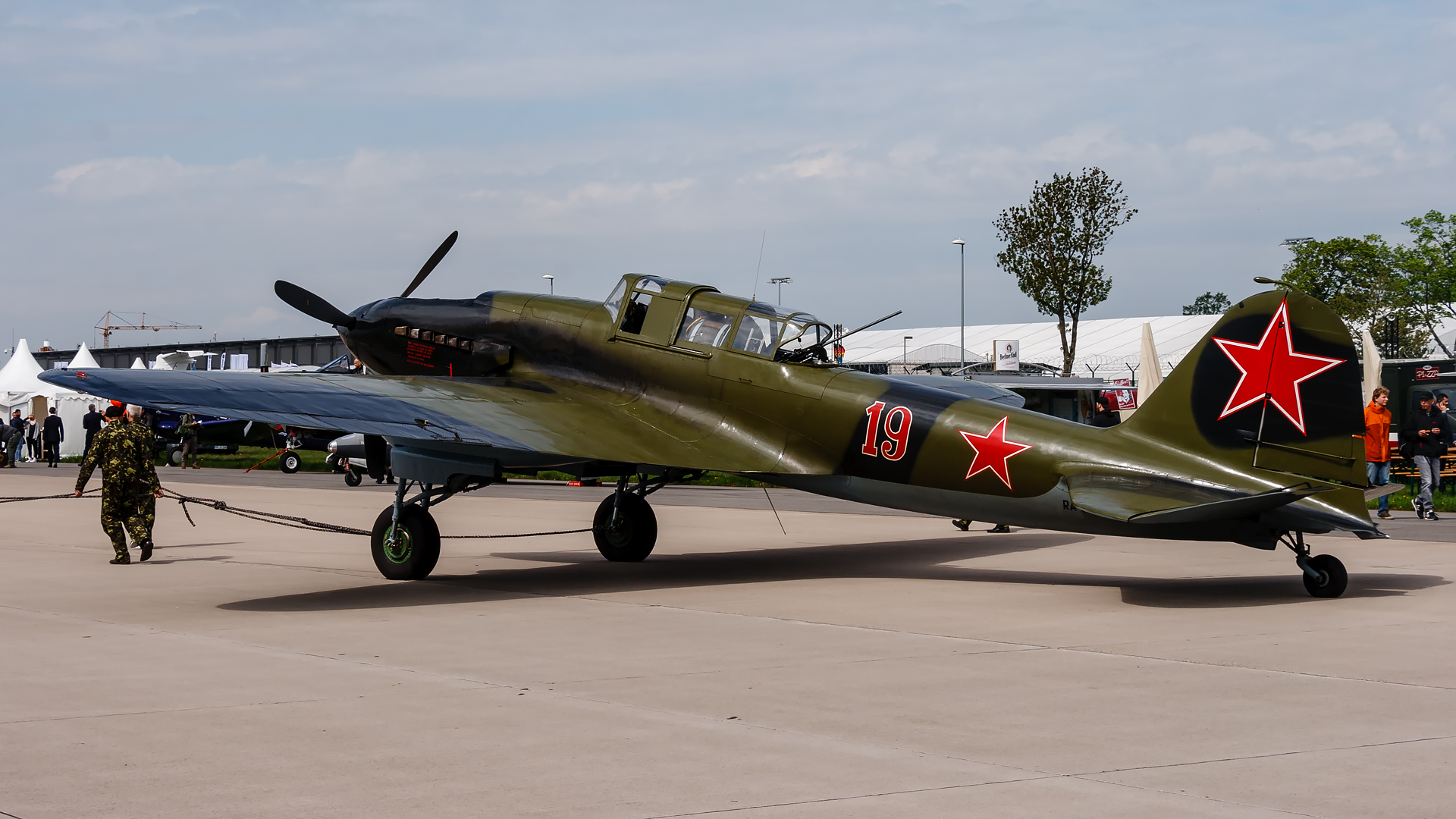
Конструкторы называли разработанный ими штурмовик Ил-2 «летающим танком», пилоты-истребители люфтваффе прозвали его «бетонным самолётом» (нем. Betonflugzeug), солдаты вермахта называли его «чумой» (нем. Schwarzer Tod, дословно: «чёрная смерть»).

В период разгрома немцев под Орджоникидзе (Владикавказом) и Гизелем дивизия вела боевые действия по уничтожению отступающих войск противника в районах Моздок, Ищёрская, Ачикулак, Георгиевск, Минеральные Воды, Армавир, Тихорецк, взаимодействуя с частями 9-й армии и 2-го гвардейского кавалерийского корпуса, действовала по объектам Таманского полуострова. С 10 мая в состав дивизии вошел 765-й штурмовой авиационный полк и с июня 1943 года 43-й гвардейский штурмовой авиационный полк.
За период с 1 января по 21 июля 1943 года дивизия выполнила 3959 боевых вылетов с налетом 4492 часа, уничтожила 44 самолёта в воздухе и 19 подбито, 171 на земле; 425 танков, 31 бронемашину, 2060 автомашин, 13 паровозов, 164 вагона, 469 орудий, 11 переправ, 21 склад с боеприпасами, 2 железнодорожных моста, до 23940 солдат и офицеров.
Боевой состав дивизии на 21 июля 1943 года насчитывал 7 полков, 132 самолёта Ил-2 и 26 ЛаГГ-3:
- 7-й гвардейский штурмовой авиационный ордена Ленина полк;
- 43-й гвардейский штурмовой авиационный полк;
- 210-й штурмовой авиационный полк;
- 805-й штурмовой авиационный полк;
- 103-й штурмовой авиационный полк;
- 765-й штурмовой авиационный полк;
- 979-й истребительный авиационный полк.

Согласно приказу командующего 4-й воздушной армии 805-й штурмовой авиационный полк и 765-й штурмовой авиационный полк переданы в состав авиации Резерва Ставки ВГК.
Дивизия после освобождения Таманского полуострова прошла с боями от Кавказа до Эльбы, участвуя в Могилевской, Минской, Белостокской, Крымской, Белорусской, Осовецкой, Млавско-Эльбингской, Восточно-Прусской, Восточно-Померанской и Берлинской операциях. Особое место в истории дивизии занимает Крымская наступательная операция, в которой участвовало 5 полков дивизии:
- 7-й гвардейский штурмовой авиационный ордена Ленина полк;
- 43-й гвардейский штурмовой авиационный полк;
- 210-й штурмовой авиационный полк;
- 103-й штурмовой авиационный полк;
- 979-й истребительный авиационный полк.

Дивизия всего выполнила 27859 боевых вылетов с налетом 31800 часов. За успешные боевые действия была удостоена почётного наименования Кубанская и награждена орденами Красного Знамени и Суворова II степени. Её полки — 7-й гвардейский удостоен почётного наименования Севастопольский и награждён орденом Красного Знамени, 43-й гвардейский удостоен почётного наименования Волковыскский и награждён орденом Красного Знамени, 103-й штурмовой удостоен почётного наименования Гродненский и награждён орденом Красного Знамени.
За весь период боевых действий дивизия уничтожила:
| Уничтожено        | Количество | Уничтожено        | Количество | Уничтожено             | Количество |
| ----------------- | ---------- | ----------------- | ---------- | ---------------------- | ---------- |
| солдат и офицеров | 42961      | повозок с грузами | 1284       | автомашин разных марок | 6585       |
| орудий ПА         | 577        | танков            | 934        | орудий ЗА              | 291        |
| вагонов           | 300        | склад боеприпасов | 136        | самолётов              | 434        |
| паровоз           | 33         | ангаров           | 5          | переправ               | 16         |
| тягачей           | 34         | лошадей           | 961        | дзотов и блиндажей     | 29         |
| минометов         | 158        | ж/д мостов        | 4          | пулеметных точек       | 27         |
| пароходов         | 3          | барж              | 29         | катеров                | 11         |

В составе действующей армии дивизия находилась с 22 мая 1942 года по 9 мая 1945 года.
После войны дивизия базировалась на территории Польши и в составе 4-го штурмового корпуса 4-й воздушной армии Северной группы войск в городе Жагань, с 1946 года в Легнице. С июля 1945 года полки дивизии стали получать новый самолёт — Ил-10. С 1948 года дивизия, после расформирования 4-го штурмового корпуса, вошла в прямое подчинение 37-й воздушной армии (бывшей 4-й воздушной). В 1947 году расформирован 103-й штурмовой авиационный Гродненский Краснознамённый полк.
В связи с массовым переименованием частей и соединений 20 февраля 1949 года 230-я штурмовая авиационная Кубанская Краснознамённая ордена Суворова дивизия была переименована и получила наименование 172-я штурмовая авиационная Кубанская Краснознамённая ордена Суворова дивизия, 7-й гвардейский штурмовой авиационный полк — 756-й гвардейский штурмовой авиационный полк, а 43-й гвардейский штурмовой авиационный полк — 669-й гвардейский штурмовой авиационный полк. В апреле 1949 года после расформирования 196-й штурмовой авиационной Жлобинской Краснознаменной дивизии в состав дивизии передан 189-й гвардейский штурмовой авиационный Брестский ордена Суворова полк.
Полки дивизии имели на вооружении Ил-10, с середины 50-х годов стали получать МиГ-15, используя их в качестве самолёта-штурмовика. С 1 апреля 1956 года стала формироваться Истребительно-бомбардировочная авиация, 172-я штурмовая авиационная Кубанская Краснознамённая ордена Суворова дивизия была передана в её состав и стала именоваться 172-я истребительно-бомбардировочная авиационная Кубанская Краснознамённая ордена Суворова дивизия.
В связи со значительным сокращением Вооруженных сил СССР 1 июля 1961 года 172-я истребительно-бомбардировочная авиационная Кубанская Краснознамённая ордена Суворова дивизия была расформирована в составе 37-й воздушной армии Северной группы войск в Легнице (Польша) вместе с полками. Единственный не попавший под сокращение 189-й гвардейский штурмовой авиационный Брестский ордена Суворова полк был перебазирован на аэродром Борзя Читинской области в состав ВВС Забайкальского военного округа (в последующем 23-й воздушная армия).

## Командир дивизии
| Звание                           | Имя                        | Период                  | Примечание |
| -------------------------------- | -------------------------- | ----------------------- | ---------- |
| Полковник, Генерал-майор авиации | Гетьман Семён Григорьевич  | 22.05.1942 — 02.1947    |            |
| Полковник                        | Бондаренко                 | 02.1947 —               |            |
| Полковник                        | Васильев Степан Михайлович | 01.11.1954 — 01.03.1957 |            |

## В составе объединений
| Дата          | Фронт (округ)                            | Армия                | Корпус                           | Примечания |
| ------------- | ---------------------------------------- | -------------------- | -------------------------------- | ---------- |
| 22.05.1942 г. | Южный фронт                              | 4-я воздушная армия  | -                                | -          |
| 28.07.1942 г. | Северо-Кавказский фронт                  | 4-я воздушная армия  | -                                | -          |
| 10.08.1942 г. | Закавказский фронт Северная группа войск | 4-я воздушная армия  | -                                | -          |
| 24.01.1943 г. | Северо-Кавказский фронт                  | 4-я воздушная армия  | -                                | -          |
| 24.01.1943 г. | Отдельная Приморская армия               | 4-я воздушная армия  | -                                | -          |
| 22.04.1944 г. | 4-й Украинский фронт                     | 8-я воздушная армия  | -                                | -          |
| 30.05.1944 г. | 2-й Белорусский фронт                    | 4-я воздушная армия  | -                                | -          |
| 09.05.1945 г. | 2-й Белорусский фронт                    | 4-я воздушная армия  | -                                | -          |
| 10.06.1945 г. | Северная группа войск                    | 4-я воздушная армия  | -                                | -          |
| 01.12.1945 г. | Северная группа войск                    | 4-я воздушная армия  | 4-й штурмовой авиационный корпус | -          |
| 01.02.1947 г. | Северная группа войск                    | 4-я воздушная армия  | -                                | -          |
| 20.02.1949 г. | Северная группа войск                    | 37-я воздушная армия | -                                | -          |
| 01.07.1961 г. | Северная группа войск                    | 37-я воздушная армия | -                                | -          |

## Части и отдельные подразделения дивизии
За весь период своего существования боевой состав дивизии не претерпевал изменения:
| Период                  | Наименование                                                      | Вооружение                                          |
| ----------------------- | ----------------------------------------------------------------- | --------------------------------------------------- |
| 22.05.1942 — 20.02.1949 | 7-й гвардейский штурмовой авиационный полк                        | Ил-2, Ил-10, переименован в 756-й гв. шап           |
| 22.05.1942 — 20.12.1942 | 590-й штурмовой авиационный полк                                  | Ил-2, убыл в 6-й оутап, переименован в 43-й гв. шап |
| 01.06.1943 — 20.02.1949 | 43-й гвардейский штурмовой авиационный полк                       | Ил-2, переименован в 669-й гв. шап                  |
| 22.05.1942 — 30.06.1942 | 766-й штурмовой авиационный полк                                  | Ил-2, убыл в состав авиации ВГК                     |
| 24.05.1942 — 13.05.1944 | 210-й штурмовой авиационный полк                                  | Ил-2, убыл в состав 136-й шад                       |
| 12.07.1942 — 25.07.1942 | 805-й штурмовой авиационный полк                                  | Ил-2, убыл на переформирование                      |
| 23.09.1942 — 27.12.1943 | 805-й штурмовой авиационный полк                                  | Ил-2, передан в Резерв Ставки ВГК (197-я шад)       |
| 18.07.1942 — 08.08.1942 | 45-й истребительный авиационный полк                              | Як-1, передан в состав 216-й иад                    |
| 20.07.1942 — 06.08.1942 | 192-й истребительный авиационный полк                             | ЛаГГ-3, убыл в 25-й зиап                            |
| 05.11.1942 — 01.04.1947 | 103-й штурмовой авиационный полк                                  | Ил-2, расформирован                                 |
| 21.08.1942 — 20.05.1944 | 979-й истребительный авиационный полк                             | ЛаГГ-3, передан в состав 229-й иад                  |
| 10.12.1942 — 07.01.1943 | 8-й истребительный авиационный полк                               | Як-1, передан в состав 216-й сад                    |
| 08.12.1942 — 12.12.1942 | 265-й истребительный авиационный полк                             | Як-1, убыл в 6-й оутап                              |
| 29.04.1943 — 27.12.1943 | 765-й штурмовой авиационный полк                                  | Ил-2, передан в Резерв Ставки ВГК (197-я шад)       |
| 16.09.1943 — 15.05.1944 | 863-й истребительный авиационный полк                             | ЛаГГ-3, в передан в состав 129-й иад                |
| 01.04.1947 — 01.04.1956 | 189-й гвардейский штурмовой авиационный полк                      | Ил-10, МиГ-15, переименован в 189-й гв. ибап        |
| 20.02.1949 — 01.04.1956 | 756-й гвардейский штурмовой авиационный полк                      | Ил-10, МиГ-15, переименован в 756-й гв. ибап        |
| 20.02.1949 — 01.04.1956 | 669-й гвардейский штурмовой авиационный полк                      | Ил-10, МиГ-15, переименован в 669-й гв. ибап        |
| 01.04.1956 — 01.07.1961 | 756-й гвардейский истребительно-бомбардировочный авиационный полк | МиГ-15, МиГ-17                                      |
| 01.04.1956 — 01.07.1961 | 669-й гвардейский истребительно-бомбардировочный авиационный полк | МиГ-15, МиГ-17                                      |
| 01.04.1956 — 01.07.1961 | 189-й гвардейский истребительно-бомбардировочный авиационный полк | МиГ-15, МиГ-17                                      |

### Боевой состав на 9 мая 1945 года
| Наименование                                | Вооружение                                      |
| ------------------------------------------- | ----------------------------------------------- |
| 7-й гвардейский штурмовой авиационный полк  | Ил-10, Макфитц, (Западная Померания)            |
| 43-й гвардейский штурмовой авиационный полк | Ил-2, Пазевальк (Мекленбург-Передняя Померания) |
| 103-й штурмовой авиационный полк            | Ил-2, Пазевальк (Мекленбург-Передняя Померания) |

### Боевой состав на 1950 год
| Наименование                                 | Вооружение                                       |
| -------------------------------------------- | ------------------------------------------------ |
| 756-й гвардейский штурмовой авиационный полк | Ил-10, Легница, (Западная Померания)             |
| 669-й гвардейский штурмовой авиационный полк | Ил-10, Пазевальк (Мекленбург-Передняя Померания) |
| 189-й штурмовой авиационный полк             | Ил-10, Пазевальк (Мекленбург-Передняя Померания) |

### Боевой состав на 1956 год
| Наименование                                                      | Вооружение                        |
| ----------------------------------------------------------------- | --------------------------------- |
| 756-й гвардейский истребительно-бомбардировочный авиационный полк | МиГ-15, МиГ-17, Кшива (Польша)    |
| 669-й гвардейский истребительно-бомбардировочный авиационный полк | МиГ-15, МиГ-17, Шпротава (Польша) |
| 189-й гвардейский истребительно-бомбардировочный авиационный полк | МиГ-15, МиГ-17, Олава (Польша)    |

## Участие в операциях и битвах

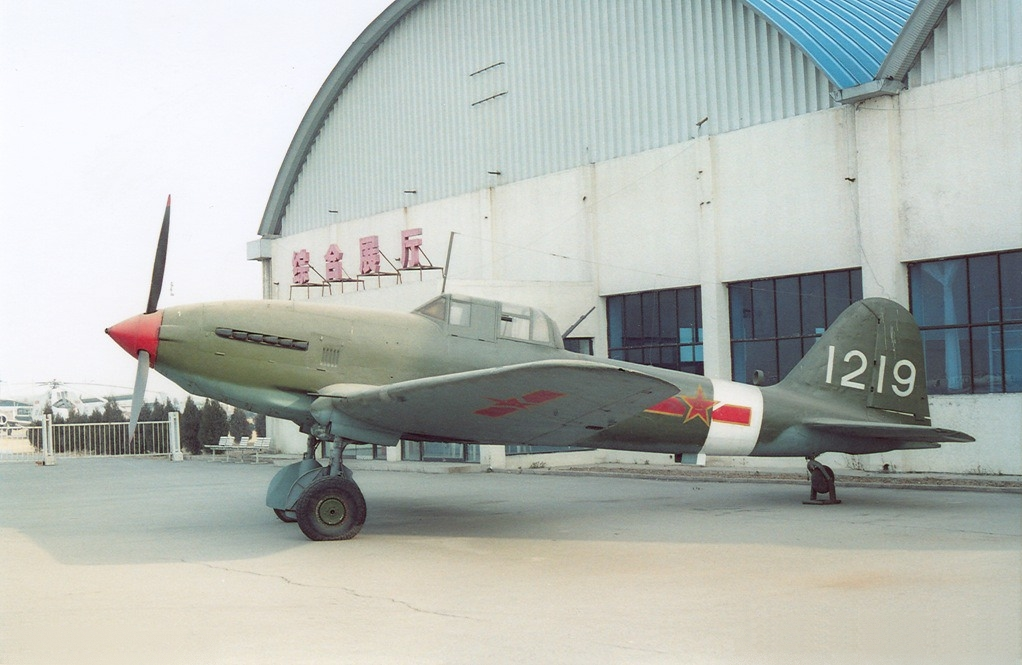
Самолет Ил-10 принят на вооружение полков дивизии в июле 1945 году и был заменен истребителем МиГ-15 только в 1956 году. На снимке фото сохранившегося экземпляра самолёта Ил-10 в музее Китая.

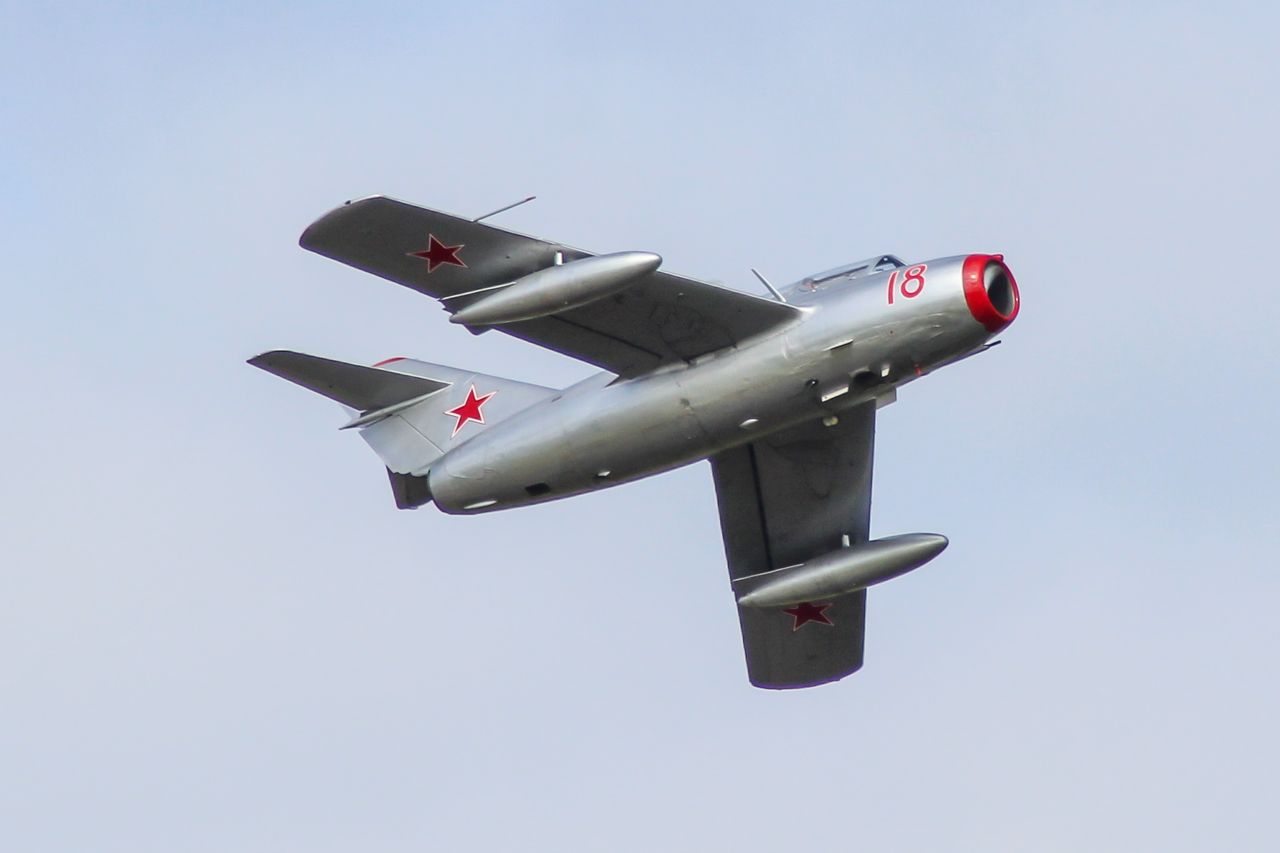
На смену штурмовику Ил-10 в 50-х годах XX века пришел истребитель МиГ-15, который дивизия использовала в варианте истребителя-бомбардировщика.

- Харьковская операция — с 22 мая 1942 года по 29 мая 1942 года.
- Воронежско-Ворошиловградская операция — с 28 июня 1942 года по 24 июля 1942 года.
- Донбасская операция — с 7 июля 1942 года по 24 июля 1942 года.
- Битва за Кавказ — с 25 июля 1942 года по 9 октября 1943 года:
  - Северо-Кавказская операция — с 25 июля 1942 года по 4 февраля 1943 года.
  - Армавиро-Майкопская операция — с 6 августа 1942 года по 17 августа 1942 года.
  - Моздок-Малгобекская оборонительная операция — с 1 сентября 1942 года по 28 сентября 1942 года.
  - Нальчинско-Орджоникидзевская операция — с 25 октября 1942 года по 12 ноября 1942 года.
  - Ростовская операция — с 1 января 1943 года по 18 февраля 1943 года.
  - Краснодарская операция — с 9 февраля 1943 года по 16 марта 1943 года.
  - Новороссийская десантная операция — с 9 сентября 1943 года по 16 сентября 1943 года.
  - Таманская наступательная операция — с 10 сентября 1943 года по 9 октября 1943 года.
- Воздушные сражения на Кубани — с апреля 1943 года по июль 1943 года
- Керченско-Эльтигенская десантная операция — с 31 октября 1943 года по 11 декабря 1943 года.
- Крымская наступательная операция — с 12 апреля 1944 года по 22 апреля 1944 года.
- Могилёвская наступательная операция — с 23 июня 1944 года по 28 июня 1944 года.
- Минская наступательная операция — с 29 июня 1944 года по 4 июля 1944 года.
- Белостокская операция — с 5 июля 1944 года по 27 июля 1944 года.
- Осовецкая наступательная операция — с 6 августа 1944 года по 14 августа 1944 года.
- Восточно-Прусская операция — с 13 января 1945 года по 25 апреля 1945 года.
- Млавско-Эльбингская операция — с 14 января 1945 года по 26 января 1945 года.
  - Штурм Кёнигсберга — с 6 апреля 1945 года по 9 апреля 1945 года.
- Восточно-Померанская операция — с 10 февраля 1945 года по 4 апреля 1945 года.
  - Хойнице-Кезлинская операция — с 10 февраля 1945 года по 6 марта 1945 года.
  - Данцигская наступательная операция — 7 марта 1945 года по 31 марта 1945 года.
- Берлинская наступательная операция — с 16 апреля 1945 года по 8 мая 1945 года.
- Штеттинско-Ростокская операция — с 16 апреля 1945 года по 8 мая 1945 года.

## Присвоение гвардейских званий
- 590-й штурмовой авиационный полк 8 февраля 1943 года переименован в 43-й гвардейский штурмовой авиационный полк[12].

## Почётные наименования
- 230-й штурмовой авиационной дивизии за отличие в боях при завершении разгроме таманской группировки противника, ликвидации оперативно важного плацдарма немцев на Кубани, обеспечивавшего им оборону Крыма и возможность наступательных действий в сторону Кавказа, за отличие в боях за освобождение Таманского полуострова присвоено почётное наименование «Кубанская»[13].
- 7-му гвардейскому штурмовому авиационному ордена Ленина полку за отличие в боях при овладении штурмом крепостью и важнейшей военно-морской базой на Чёрном море городом Севастополь присвоено почётное наименование «Севастопольский»[14][15].
- 43-му гвардейскому штурмовому авиационному полку за отличие в боях при овладении городом и крупным железнодорожным узлом Волковыск — важным опорным пунктом обороны немцев, прикрывающим пути на Белосток, присвоено почётное наименование «Волковыскский»[16][17].
- 103-му штурмовому авиационному полку Приказом НКО № 0215 от 25 июля 1944 года на основании Приказа ВГК № 139 от 16 июля 1944 года за отличие в боях при овладении городом и крепостью Гродно — крупным железнодорожным узлом и важным укреплённым районом обороны немцев, прикрывающим подступы к границам Восточной Пруссии, присвоено почётное наименование «Гродненский»[18].
- 210-му штурмовому авиационному Краснознамённому полку за отличие в боях при овладении штурмом крепостью и важнейшей военно-морской базой на Чёрном море городом Севастополь присвоено почётное наименование «Севастопольский»[14][15].

## Награды
- 230-я штурмовая авиационная Кубанская дивизия за образцовое выполнение заданий командования в боях за освобождение города Феодосия и проявленные при этом доблесть и мужество Указом Президиума Верховного Совета СССР от 24 апреля 1944 года награждена орденом Красного Знамени[19].
- 230-я штурмовая авиационная Кубанская Краснознамённая дивизия за образцовое выполнение заданий командования в боях при форсировании рек Проня и Днепр, прорыв сильно укрепленной обороны немцев, а также за овладение городами Могилёв, Шклов и Быхов, проявленные при этом доблесть и мужество Указом Президиума Верховного Совета СССР от 10 июля 1044 года награждена орденом Суворова II степени[19].
- 7-й гвардейский штурмовой авиационный Севастопольский ордена Ленина полк Указом Президиума Верховного Совета СССР награждён орденом Боевого Красного Знамени.
- 43-й гвардейский штурмовой авиационный Волковыскский полк за образцовое выполнение заданий командования в боях с немецкими захватчиками при овладении городами Тчев (Диршау), Вейхерово (Нойштадт), Пуцк (Путциг) и проявленные при этом доблесть и мужество Указом Президиума Верховного Совета СССР от 26 апреля 1945 года награждён орденом Красного Знамени[20].
- 210-й штурмовой авиационный полк за образцовое выполнение заданий командования на фронте борьбы с немецкими захватчиками и проявленные при этом доблесть и мужество Указом Президиума Верховного Совета СССР от 2 августа 1944 года награждён орденом Красного Знамени[19].
- 103-й штурмовой авиационный полк за образцовое выполнение заданий командования в боях при форсировании рек Проня и Днепр, прорыв сильно укрепленной обороны немцев, а также за овладение городами Могилёв, Шклов и Быхов, проявленные при этом доблесть и мужество Указом Президиума Верховного Совета СССР от 10 июля 1044 года награждён Красного Знамени[19].
- 103-й штурмовой авиационный Гродненский Краснознамённый полк за образцовое выполнение заданий командования в боях при овладении городом и крепостью Гданск (Данциг) и проявленные при этом доблесть и мужество Указом Президиума Верховного Совета СССР от 17 мая 1943 года награждён орденом Суворова III степени[20].
- 979-й истребительный авиационный полк за образцовое выполнение заданий командования на фронте борьбы с немецкими захватчиками и проявленные при этом доблесть и мужество Указом Президиума Верховного Совета СССР от 7 августа 1943 года награждён орденом Красного Знамени[19].

## Благодарности Верховного Главнокомандующего
Воинам дивизии объявлены благодарности Верховного Главнокомандующего:
- За отличие в боях при завершении разгроме таманской группировки противника, ликвидации оперативно важного плацдарма немцев на Кубани, обеспечивавшего им оборону Крыма и возможность наступательных действий в сторону Кавказа, за отличие в боях за освобождение Таманского полуострова[13].
- За отличие в боях при овладении штурмом крепостью и важнейшей военно-морской базой на Чёрном море городом Севастополь[15].
- За отличия в боях при прорыве обороны немцев на Могилевском направлении и форсировании реки Проня западнее города Мстиславль, при овладении районным центром Могилевской области — городом Чаусы и освобождении более 200 других населённых пунктов, среди которых Черневка, Ждановичи, Хоньковичи, Будино, Васьковичи, Темривичи и Бординичи[21].
- За отличие в боях при овладении городом Бобруйск[22].
- За отличие в боях при овладении городом и крупным железнодорожным узлом Волковыск — важным опорным пунктом обороны немцев, прикрывающим пути на Белосток[17].
- За отличие в боях при овладении штурмом овладели городом и крупным промышленным центром Белосток — важным железнодорожным узлом и мощным укреплённым районом обороны немцев, прикрывающим пути к Варшаве[23].
- За отличие в боях при овладении штурмом городом и крепостью Остроленка — важным опорным пунктом обороны немцев на реке Нарев[24].
- За отличие в боях при овладении городом и крепостью Ломжа — важным опорным пунктом обороны немцев на реке Нарев[25].
- За отличие в боях при овладении штурмом городом Пшасныш (Прасныш), городом и крепостью Модлин (Новогеоргиевск) — важными узлами коммуникаций и опорными пунктами обороны немцев, а также более 1000 других населённых пунктов[26].
- За отличие в боях при овладении городами Млава и Дзялдов (Зольдау) — важными узлами коммуникаций и опорными пунктами обороны немцев на подступах к южной границе Восточной Пруссии и городом Плоньск — крупным узлом коммуникаций и опорным пунктом обороны немцев на правом берегу Вислы[27].
- За отличие в боях при вторжении в Восточную Пруссию и при овладении городами Найденбург, Танненберг, Едвабно и Аллендорф — важными опорными пунктами обороны немцев[28].
- За отличие в боях при овладении городом Алленштайн — важным узлом железных и шоссейных дорог я сильно укреплённым опорным пунктом немцев, прикрывающим с юга центральные районы Восточной Пруссии[29].
- За отличие в боях при овладении городом и крепостью Грудзёндз — мощным узлом обороны немцев на нижнем течении реки Висла[30].
- За отличие в боях при овладении городами Гнев (Меве) и Старогард (Прейсиш Старгард) — важными опорными пунктами обороны немцев на подступах к Данцигу[31].
- За отличие в боях при овладении городами Тчев, Вейхерово , Пуцк и выходу на побережье Данцигской бухты севернее Гдыни[32].
- За отличие в боях при овладении городом и крепостью Гданьск — важнейшим портом и первоклассной военно-морской базой немцев на Балтийском море[33].
- За отличие в боях при форсировании восточного и западного Одера южнее Штеттина, прорыве сильно укреплённой обороны немцев на западном берегу Одера, при овладении главным городом Померании и крупным морским портом Штеттин, при овладении городов Гартц, Пенкун, Казеков, Шведт[34].
- За отличие в боях при овладении городами Эггезин, Торгелов, Пазевальк, Штрасбург, Темплин — важными опорными пунктами обороны немцев в Западной Померании[35].
- За отличие в боях при овладении городами Грайфсвальд, Трептов, Нойштрелитц, Фюрстенберг, Гранзее — важными узлами дорог в северо-западной части Померании и в Мекленбурге[36].
- За отличие в боях при овладении городами Штральзунд, Гриммен, Деммин, Мальхин, Варен, Везенберг — важными узлами дорог и сильными опорными пунктами обороны немцев[37].
- За отличие в боях при овладении городом Росток и Варнемюнде — крупными портами и важными военно-морскими базами немцев на Балтийском море, а также при овладении городами Рибнитц, Марлов, Лааге, Тетерев, Миров[38].
- За отличие в боях при овладении городами Барт, Бад-Доберан, Нойбуков, Барин, Виттенберге, соединении на линии Висмар, Виттенберге с союзными английскими войсками[39].
- За отличие в боях при овладении портом и военно-морской базой Свинемюнде — крупным портом и военно-морской базой немцев на Балтийском море[40].
- За отличие в боях при форсировании пролива Штральзундерфарвассер, занятии городов Берген, Гарц, Путбус, Засснитц и полном овладении островом Рюген[41].

## Памятник однополчанам 230-й шад в городе-герое Керчь

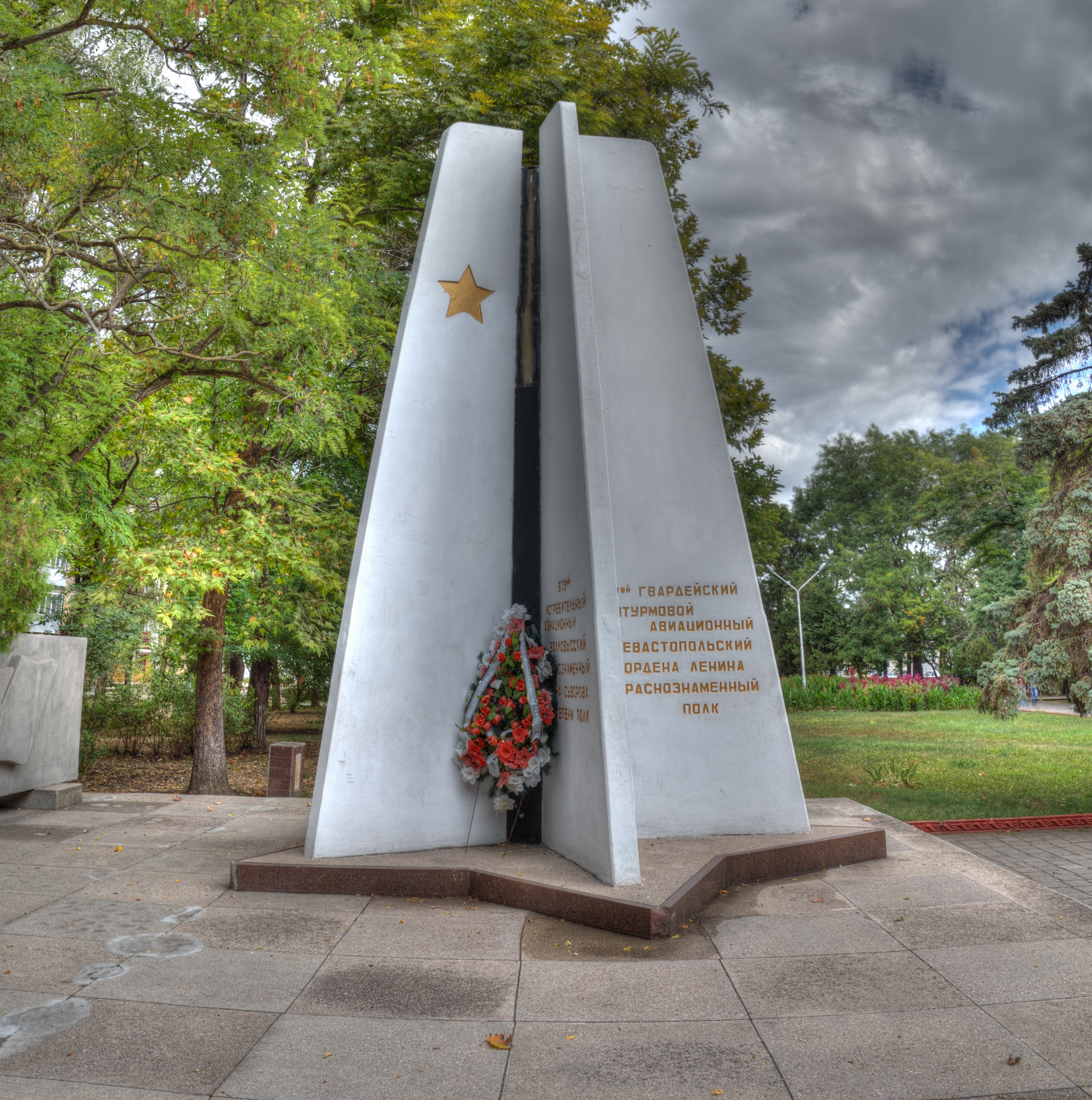
Памятник однополчанам 230-й шад в городе-герое Керчь

В память о подвигах летчиков дивизии в Керчи в 1964 году установлен памятник.

«Создали полковой комитет ветеранов и его филиалы в Харькове и Астрахани. Решили собрать средства на сооружение обелиска погибшим друзьям.

— Рубль в месяц в состоянии каждый отложить. Годовой взнос — двенадцать рублей — так решили однополчане.
Открыли текущий счёт. Назначили казначеем Героя Советского Союза, кандидата военных наук, доцента полковника Бориса Савельевича Левина.
…

9 мая 1968 года ветераны встретились в Керчи, чтобы открыть сооружённый на собранные средства обелиск погибшим друзьям.

Спадает покрывало. Пять белых крыльев вздыбились к небу, и там их консоли сомкнулись, как в крепком рукопожатии. Пять крыльев — пять братских полков 230-й Кубанской штурмовой дивизии. На каждом из них высечены наименования.

Вот он, наш 7-й гвардейский ордена Ленина Краснознамённый Севастопольский…

У обелиска мы посадили платан — дерево фронтовой дружбы и доблести. Под его корни сыпали драгоценную землю, взятую у кремлёвской стены в том месте, где на мраморной плите сияет имя Гагарина; землю, привезённую из Ленинграда с Пискарёвского мемориального кладбища; землю с Мамаева кургана из Волгограда; с аэродрома в Богодухове, откуда наш полк вылетел по тревоге на фронт; землю из двадцати шести городов, где теперь живут однополчане, приехавшие в Керчь.

Долго расти этому дереву…

Под трёхкратный воинский салют и Гимн Советского Союза в нишу опустили капсулу с именами погибших друзей. Их 717. На стене у обелиска засветились бронзовые буквы эпитафии:

Ваш грозный строй летит в века,

Сердца волнуя вечным зовом,

Крыло — в крыло, к руке рука,

В военном воздухе суровом.

Перед отъездом мы пришли к обелиску поздней ночью. Он был подсвечен красным огнём.»— Герой Советского Союза Василий Борисович Емельяненко, документальная повесть «В военном воздухе суровом»

«Сооружён он на средства ветеранов нашей 230-й штурмовой авиационной дивизии, семей погибших однополчан и благодарных жителей города Керчи, по проекту архитектора М. В. Лисицина. На бетоне высечено золотыми буквами: „Воинам-авиаторам 230-й Кубанской штурмовой авиационной дивизии, павшим в боях за Родину. 1941—1945 гг. Товарищи по оружию“.»— Дважды Герой Советского Союза Григорий Флегонтович Сивков в книге-воспоминаниях «Готовность номер один»
На открытии памятника было дано торжественное обещание, что в день 55-й годовщины Великой Победы будет извлечена капсула и потомки прочтут имена героев, отдавших свою жизнь за нас и наше счастье.
В день 55-летия Победы (2000 год) этого не было сделано. В конце апреля 2015 года члены Керченского отделения «Партии Великое Отечество» произвели вскрытие мемориальной плиты. В нише находилась капсула с именами 717 героев. По состоянию на апрель 2018 года капсула и обнаруженные в ней материалы находятся на хранении для оцифровки в муниципальном казённом учреждении «Муниципальный архив города Керчи» Республики Крым. После завершения процедур данные материалы будут переданы из Муниципального архива города Керчи в Государственное бюджетное учреждение Республики Крым «Восточно-крымский историко-культурный музей-заповедник», в котором с ними можно будет ознакомиться.
18 августа 2015 года у памятника прошёл митинг чествования памяти 717 воинов-авиаторов, геройски погибших при освобождении Крыма и Тамани. В рамках митинга была заложена капсула с посланием потомкам 2050 года.

## Отличившиеся воины дивизии
| - Сивков Григорий Флегонтович, капитан, штурман 210-го штурмового авиационного полка 230-й штурмовой авиационной дивизии 4-й воздушной армии Указом Президиума Верховного Совета СССР от 18 августа 1945 года удостоен звания дважды Герой Советского Союза. Золотая Звезда № 2/76. - Аверьянов Константин Антонович, гвардии лейтенант, заместитель командира эскадрильи 7-го гвардейского штурмового авиационного полка 230-й штурмовой авиационной дивизии 4-й воздушной армии Указом Президиума Верховного Совета СССР от 26 октября 1944 года удостоен звания Герой Советского Союза. Золотая Звезда № 4528. - Белоконь Кузьма Филимонович, капитан, командир эскадрильи 103-го штурмового авиационного полка 230-й штурмовой авиационной дивизии 4-й воздушной армии Указом Президиума Верховного Совета СССР от 26 октября 1944 года удостоен звания Герой Советского Союза. Золотая Звезда № 5852. - Бахтин Михаил Иванович, гвардии лейтенант, командир звена 43-го гвардейского штурмового авиационного полка 230-й штурмовой авиационной дивизии 4-й воздушной армии Указом Президиума Верховного Совета СССР от 23 февраля 1945 года удостоен звания Герой Советского Союза. Золотая Звезда № 5403. - Горячев Виктор Фёдорович, гвардии старший лейтенант, заместитель командира эскадрильи 7-го гвардейского штурмового авиационного полка 230-й штурмовой авиационной дивизии 4-й воздушной армии Указом Президиума Верховного Совета СССР от 26 октября 1944 года удостоен звания Герой Советского Союза. Посмертно. - Демидов Владимир Алексеевич, гвардии капитан, командир эскадрильи 7-го гвардейского штурмового авиационного полка 230-й штурмовой авиационной дивизии 4-й воздушной армии Указом Президиума Верховного Совета СССР от 26 октября 1944 года удостоен звания Герой Советского Союза. Золотая Звезда № 4516. - Ефременко Иван Сергеевич, младший лейтенант, воздушный стрелок 805-го штурмового авиационного полка 230-й штурмовой авиационной дивизии 4-й воздушной армии Указом Президиума Верховного Совета СССР от 24 мая 1943 года удостоен звания Герой Советского Союза. Золотая Звезда не вручена в связи с гибелью. - Емельяненко Василий Борисович, гвардии капитан, штурман 7-го гвардейского штурмового авиационного полка 230-й штурмовой авиационной дивизии 4-й воздушной армии Указом Президиума Верховного Совета СССР от 13 апреля 1944 года удостоен звания Герой Советского Союза. Золотая Звезда № 3511. - Ежов Евгений Михайлович, гвардии старший лейтенант, заместитель командира эскадрильи 43-го гвардейского штурмового авиационного полка 230-й штурмовой авиационной дивизии 4-й воздушной армии Указом Президиума Верховного Совета СССР от 26 октября 1944 года удостоен звания Герой Советского Союза. Золотая Звезда № 4847. - Ерёмин Иван Андреевич, младший лейтенант, командир звена 103-го штурмового авиационного полка 230-й штурмовой авиационной дивизии 4-й воздушной армии Указом Президиума Верховного Совета СССР от 18 августа 1945 года удостоен звания Герой Советского Союза. Золотая Звезда № 8217. - Зуб Николай Антонович, подполковник, командир 210-го штурмового авиационного полка 230-й штурмовой авиационной дивизии 4-й воздушной армии Указом Президиума Верховного Совета СССР от 13 апреля 1944 года удостоен звания Герой Советского Союза. Посмертно. - Зозуля Георгий Петрович, гвардии лейтенант, старший лётчик 43-го гвардейского штурмового авиационного полка 230-й штурмовой авиационной дивизии 4-й воздушной армии Указом Президиума Верховного Совета СССР от 15 мая 1946 года удостоен звания Герой Советского Союза. Золотая Звезда № 2871. - Ишмухамедов Тамерлан Каримович, старший лейтенант, заместитель командира эскадрильи 43-го гвардейского штурмового авиационного полка 230-й штурмовой авиационной дивизии 4-й воздушной армии Указом Президиума Верховного Совета СССР от 15 мая 1946 года удостоен звания Герой Советского Союза. Золотая Звезда № 8095. - Кабанов Владимир Егорович, гвардии лейтенант, старший лётчик 7-го гвардейского штурмового авиационного полка 230-й штурмовой авиационной дивизии 4-й воздушной армии Указом Президиума Верховного Совета СССР от 23 февраля 1945 года удостоен звания Герой Советского Союза. Золотая Звезда № 5318. - Калинин Николай Никитович, лейтенант, лётчик 210-го штурмового авиационного полка 230-й штурмовой авиационной дивизии 4-й воздушной армии Указом Президиума Верховного Совета СССР от 4 февраля 1944 года удостоен звания Герой Советского Союза. Посмертно. - Карабут Иван Лаврентьевич, гвардии капитан, командир эскадрильи 7-го гвардейского штурмового авиационного полка 230-й штурмовой авиационной дивизии 4-й воздушной армии Указом Президиума Верховного Совета СССР от 4 февраля 1944 года удостоен звания Герой Советского Союза. Золотая Звезда не вручена в связи с гибелью. - Коваленко Георгий Петрович, капитан, командир эскадрильи 103-го штурмового авиационного полка 230-й штурмовой авиационной дивизии 4-й воздушной армии Указом Президиума Верховного Совета СССР от 26 октября 1944 года удостоен звания Герой Советского Союза. Золотая Звезда № 4846. - Корсунский Вольф Борухович, старший лейтенант, заместитель командира эскадрильи 103-го штурмового авиационного полка 230-й штурмовой авиационной дивизии 4-й воздушной армии Указом Президиума Верховного Совета СССР от 18 августа 1945 года удостоен звания Герой Советского Союза. Золотая Звезда № 8765. - Константинов Михаил Романович, гвардии младший лейтенант, старший лётчик 43-го гвардейского штурмового авиационного полка 230-й штурмовой авиационной дивизии 4-й воздушной армии Указом Президиума Верховного Совета СССР от 15 мая 1946 года удостоен звания Герой Советского Союза. Золотая Звезда № 8099. - Кривень Пётр Яковлевич, гвардии лейтенант, старший лётчик 7-го гвардейского штурмового авиационного полка 230-й штурмовой авиационной дивизии 4-й воздушной армии Указом Президиума Верховного Совета СССР от 26 октября 1944 года удостоен звания Герой Советского Союза. Золотая Звезда № 4851. - Куликов Василий Иванович, старший лейтенант, заместитель командира эскадрильи 103-го штурмового авиационного полка 230-й штурмовой авиационной дивизии 4-й воздушной армии Указом Президиума Верховного Совета СССР от 18 августа 1945 года удостоен звания Герой Советского Союза. Золотая Звезда № 7951. - Курманин Вадим Матвеевич, гвардии лейтенант, старший лётчик 43-го гвардейского штурмового авиационного полка 230-й штурмовой авиационной дивизии 4-й воздушной армии Указом Президиума Верховного Совета СССР от 18 августа 1945 года удостоен звания Герой Советского Союза. Золотая Звезда № 8218. - Казаков Виктор Фёдорович, гвардии лейтенант, командир звена 43-го гвардейского штурмового авиационного полка 230-й штурмовой авиационной дивизии 4-й воздушной армии Указом Президиума Верховного Совета СССР от 15 мая 1946 года удостоен звания Герой Советского Союза. Золотая Звезда № 6144. - Кучеряба Тихон Александрович, гвардии капитан, командир эскадрильи 43-го гвардейского штурмового авиационного полка 230-й штурмовой авиационной дивизии 4-й воздушной армии Указом Президиума Верховного Совета СССР от 15 мая 1946 года удостоен звания Герой Советского Союза. Золотая Звезда № 9009. - Левин Борис Савельевич, гвардии лейтенант, командир звена 7-го гвардейского штурмового авиационного полка 230-й штурмовой авиационной дивизии 4-й воздушной армии Указом Президиума Верховного Совета СССР от 26 октября 1944 года удостоен звания Герой Советского Союза. Золотая Звезда № 5260. - Лебедев Анатолий Тимофеевич, гвардии старший лейтенант, заместитель командира эскадрильи 43-го гвардейского штурмового авиационного полка 230-й штурмовой авиационной дивизии 4-й воздушной армии Указом Президиума Верховного Совета СССР от 23 февраля 1945 года удостоен звания Герой Советского Союза. Золотая Звезда № 5404. - Мельников Николай Кириллович, лейтенант, командир звена 210-го штурмового авиационного полка 230-й штурмовой авиационной дивизии 4-й воздушной армии Указом Президиума Верховного Совета СССР от 1 июля 1944 года удостоен звания Герой Советского Союза. Золотая Звезда № 4395. - Мосьпанов Илья Петрович, гвардии старший лейтенант, командир эскадрильи 7-го гвардейского штурмового авиационного полка 230-й штурмовой авиационной дивизии 4-й воздушной армии Указом Президиума Верховного Совета СССР от 23 ноября 1942 года удостоен звания Герой Советского Союза. Посмертно. - Мкртумов Самсон Мовсесович, капитан, заместитель по политической части командира эскадрильи 805-го штурмового авиационного полка 230-й штурмовой авиационной дивизии 4-й воздушной армии Указом Президиума Верховного Совета СССР от 13 декабря 1942 года удостоен звания Герой Советского Союза. Золотая Звезда № 971. - Мальцев Иван Александрович, гвардии старший лейтенант, заместитель командира эскадрильи 7-го гвардейского штурмового авиационного полка Указом Президиума Верховного Совета СССР от 26 октября 1944 года удостоен 230-й штурмовой авиационной дивизии 4-й воздушной армии звания Герой Советского Союза. Золотая Звезда № 4849. - Остапенко Иван Петрович, гвардии капитан, командир эскадрильи 7-го гвардейского штурмового авиационного полка 230-й штурмовой авиационной дивизии 4-й воздушной армии Указом Президиума Верховного Совета СССР от 23 февраля 1945 года удостоен звания Герой Советского Союза. Золотая Звезда № 5319. - Панин Иван Иванович, майор, штурман 210-го штурмового авиационного полка 230-й штурмовой авиационной дивизии 4-й воздушной армии Указом Президиума Верховного Совета СССР от 1 июля 1944 года удостоен звания Герой Советского Союза. Посмертно. - Плешаков Александр Яковлевич, гвардии лейтенант, старший лётчик 7-го гвардейского штурмового авиационного полка 230-й штурмовой авиационной дивизии 4-й воздушной армии Указом Президиума Верховного Совета СССР от 23 февраля 1945 года удостоен звания Герой Советского Союза. Золотая Звезда № 5321. - Попов Алексей Павлович, гвардии лейтенант, командир звена 43-го гвардейского штурмового авиационного полка 230-й штурмовой авиационной дивизии 4-й воздушной армии Указом Президиума Верховного Совета СССР от 23 февраля 1945 года удостоен звания Герой Советского Союза. Золотая Звезда № 7979. - Панов Павел Григорьевич, лейтенант, заместитель командира эскадрильи 103-го штурмового авиационного полка 230-й штурмовой авиационной дивизии 4-й воздушной армии Указом Президиума Верховного Совета СССР от 18 августа 1945 года удостоен звания Герой Советского Союза. Посмертно. - Помещик Василий Иванович, младший лейтенант, лётчик 103-го штурмового авиационного полка 230-й штурмовой авиационной дивизии 4-й воздушной армии Указом Президиума Верховного Совета СССР от 18 августа 1945 года удостоен звания Герой Советского Союза. Золотая Звезда № 8219. - Руденко Пётр Иванович, гвардии лейтенант, заместитель командира эскадрильи 7-го гвардейского штурмового авиационного полка 230-й штурмовой авиационной дивизии 4-й воздушной армии Указом Президиума Верховного Совета СССР от 13 декабря 1942 года удостоен звания Герой Советского Союза. Посмертно. - Руденко Александр Елисеевич, гвардии лейтенант, командир звена 7-го гвардейского штурмового авиационного полка 230-й штурмовой авиационной дивизии 4-й воздушной армии Указом Президиума Верховного Совета СССР от 18 августа 1945 года удостоен звания Герой Советского Союза. Золотая Звезда № 5413. - Рыжов Михаил Иванович, лейтенант, командир звена 103-го штурмового авиационного полка 230-й штурмовой авиационной дивизии 4-й воздушной армии Указом Президиума Верховного Совета СССР от 15 мая 1946 года удостоен звания Герой Советского Союза. Золотая Звезда № 8096. - Рыхлин Николай Владиславович, старший лейтенант, командир звена 805-го штурмового авиационного полка 230-й штурмовой авиационной дивизии 4-й воздушной армии за мужество и героизм, проявленные в боях с немецко-фашистскими захватчиками Указом Президиума Верховного Совета СССР от 24 мая 1943 года присвоено звание Героя Советского Союза с вручением ордена Ленина и медали «Золотая Звезда» (№ 1744). Указом Президиума Верховного Совета СССР от 9 августа 1977 года лишён звания Героя Советского Союза и всех наград. - Сивков Григорий Флегонтович, старший лейтенант, командир эскадрильи 210-го штурмового авиационного полка 230-й штурмовой авиационной дивизии 4-й воздушной армии Указом Президиума Верховного Совета СССР от 4 февраля 1944 года удостоен звания Герой Советского Союза. Золотая Звезда № 2187. - Седненков Николай Петрович, гвардии лейтенант, командир звена 7-го гвардейского штурмового авиационного полка 230-й штурмовой авиационной дивизии 4-й воздушной армии Указом Президиума Верховного Совета СССР от 26 октября 1944 года удостоен звания Герой Советского Союза. Посмертно. - Секин Владимир Алексеевич, лейтенант, командир звена 103-го штурмового авиационного полка 230-й штурмовой авиационной дивизии 4-й воздушной армии Указом Президиума Верховного Совета СССР от 18 августа 1945 года удостоен звания Герой Советского Союза. Золотая Звезда № 8220. - Селиванов Евграф Иосифович, гвардии майор, штурман 43-го гвардейского штурмового авиационного полка 230-й штурмовой авиационной дивизии 4-й воздушной армии Указом Президиума Верховного Совета СССР от 18 августа 1945 года удостоен звания Герой Советского Союза. Посмертно. - Синьков Анатолий Иванович, лейтенант, заместитель командира – штурман авиаэскадрильи 210-го штурмового авиационного полка за мужество и героизм, проявленные в боях с немецко-фашистскими захватчиками Указом Президиума Верховного Совета СССР от 13 апреля 1944 года присвоено звание Героя Советского Союза с вручением ордена Ленина и медали «Золотая Звезда» (№ 2189). Указом Президиума Верховного Совета СССР от 26 октября 1948 года Синьков А.И. лишён звания Героя Советского Союза и всех государственных наград. - Ткаченко Михаил Николаевич, лейтенант, командир звена 210-го штурмового авиационного полка 230-й штурмовой авиационной дивизии 4-й воздушной армии Указом Президиума Верховного Совета СССР от 22 апреля 1944 года удостоен звания Герой Советского Союза. Золотая Звезда № 3433. - Трухов Андрей Игнатьевич, лейтенант, командир звена 103-го штурмового авиационного полка 230-й штурмовой авиационной дивизии 4-й воздушной армии Указом Президиума Верховного Совета СССР от 18 августа 1945 года удостоен звания Герой Советского Союза. Золотая Звезда № 8694. - Чернец Иван Арсентьевич, гвардии старший лейтенант, командир звена 7-го гвардейского штурмового авиационного полка 230-й штурмовой авиационной дивизии 4-й воздушной армии Указом Президиума Верховного Совета СССР от 23 февраля 1945 года удостоен звания Герой Советского Союза. Золотая Звезда № 5322. 4 июня 1947 года лишён звания Героя Советского Союза. 30 декабря 1967 года восстановлен в звании Героя Советского Союза. - Федоренко Василий Иванович, капитан, штурман 979-го истребительного авиационного полка 230-й штурмовой авиационной дивизии 4-й воздушной армии Указом Президиума Верховного Совета СССР от 24 мая 1943 года удостоен звания Герой Советского Союза. Золотая Звезда № 995. - Харлан Иван Фёдорович, старший лейтенант, заместитель командира эскадрильи 103-го штурмового авиационного полка 230-й штурмовой авиационной дивизии 4-й воздушной армии Указом Президиума Верховного Совета СССР от 23 февраля 1945 года удостоен звания Герой Советского Союза. Золотая Звезда № 5333. - Шамшурин Василий Григорьевич, гвардии младший лейтенант, лётчик 7-го гвардейского штурмового авиационного полка Указом Президиума Верховного Совета СССР от 8 февраля 1943 года удостоен звания Герой Советского Союза. Посмертно. - Шатов Михаил Григорьевич, гвардии лейтенант, старший лётчик 7-го гвардейского штурмового авиационного полка 230-й штурмовой авиационной дивизии 4-й воздушной армии Указом Президиума Верховного Совета СССР от 23 февраля 1945 года удостоен звания Герой Советского Союза. Золотая Звезда № 7225. - Шаталин Иван Иванович, старший лейтенант, командир эскадрильи 103-го штурмового авиационного полка 230-й штурмовой авиационной дивизии 4-й воздушной армии Указом Президиума Верховного Совета СССР от 18 августа 1945 года удостоен звания Герой Советского Союза. Золотая Звезда № 8592. - Шипицын Михаил Дмитриевич, гвардии лейтенант, командир звена 43-го гвардейского штурмового авиационного полка Указом Президиума Верховного Совета СССР от 18 августа 1945 года удостоен звания Герой Советского Союза. Золотая Звезда № 8026. - Шупик Григорий Сакович, гвардии лейтенант, заместитель командира эскадрильи 43-го гвардейского штурмового авиационного полка 230-й штурмовой авиационной дивизии 4-й воздушной армии Указом Президиума Верховного Совета СССР от 18 августа 1945 года удостоен звания Герой Советского Союза. Золотая Звезда № 7966. - Юльев Александр Николаевич, гвардии младший лейтенант, старший лётчик 43-го гвардейского штурмового авиационного полка 230-й штурмовой авиационной дивизии 4-й воздушной армии Указом Президиума Верховного Совета СССР от 15 мая 1946 года удостоен звания Герой Советского Союза. Золотая Звезда № 8092. |

## Базирование
| Период            | Место базирования                         |
| ----------------- | ----------------------------------------- |
| 05.1945 — 07.1945 | Пазевальк (Мекленбург-Передняя Померания) |
| 01.07.1945 — 1946 | Жагань, Польша                            |
| 1946 — 1961       | Легница, Польша                           |